# Mimetus liangkaii
Espèce
Mimetus liangkaii est une espèce d'araignées aranéomorphes de la famille des Mimetidae.

## Distribution
Cette espèce est endémique du Jiangxi en Chine,. Elle se rencontre vers Jinggangshan.

## Description
Le mâle holotype mesure 2,34 mm et la femelle paratype 3,15 mm.

## Étymologie
Cette espèce est nommée en l'honneur de Liang-kai Luo.

## Systématique et taxinomie
Cette espèce a été décrite par Yao et Liu en 2024.

## Publication originale
- Wang, Huang, Yao, & Liu, 2024 : « A new species of the genus Mimetus Hentz, 1832 from South China (Araneae: Mimetidae). » Acta Arachnologica Sinica, vol. 33, no 2, p. 102-107.